# Hoplosauris fragmentata
Hoplosauris fragmentata là một loài bướm đêm trong họ Geometridae.